# Taillierung

Tailliertes Kleid

Der Begriff Taillierung wird in der Bekleidungsindustrie (Kostüme, Sakkos, Mäntel) und im Bauwesen allgemein verwendet. Er bezeichnet eine Fertigungs- oder Konstruktionsweise, bei der eine schmale Mitte (Taille) betont wird.
Bei Kleidungsstücken kann die Wirkung der Taille durch Farben, Muster oder Streifen, Accessoires und eventuell einen Gürtel verstärkt werden.
Im Wintersport bezeichnet man mit Taillierung oder auch „Sidecut“ das Maß, um das ein Ski in der Mitte schmaler ist als an der Schaufel und am Skiende. Seit den 1980er Jahren sind in größerem Umfang stärker taillierte Ski (Carving-Ski, Fun-Carver) auf dem Markt, bei Snowboards seit etwa 1985. 